# Acadêmicos do Sossego
O Grêmio Recreativo Escola de Samba Acadêmicos do Sossego é uma escola de samba da cidade de Niterói, que atualmente está afastada do Carnaval do Rio de Janeiro, após ceder sua vaga para a Acadêmicos de Niterói. Oriunda do Largo da Batalha, já realizou ensaios no Clube da Torre e na Avenida Rui Barbosa, n.º 264.
Foi quatro vezes campeã do Grupo Especial do carnaval de Niterói. Também possuiu outros dois títulos no Grupo de Acesso niteroiense. No carnaval do Rio de Janeiro, conquistou quatro campeonatos em grupos de acesso.

## História
A escola foi fundada em 10 de novembro de 1969 por Odir de Oliveira Costa e César de Melo Loureiro, com as cores verde e vermelho, desfilando a partir do ano seguinte como bloco carnavalesco. Em 1970, adotou as cores vermelho e amarelo. Em 1972, homenageou Ari Barroso em seu enredo. No ano de 1978, alterou novamente suas cores oficiais para as atuais azul e branco. Nesse ano, sagrou-se campeã entre os blocos de Niterói.
Após ser campeã do Carnaval de 1981, subiu para a divisão principal do Carnaval de Niterói, onde disputou contra as duas grandes escolas do município, a Acadêmicos do Cubango e Unidos do Viradouro, acabou novamente rebaixada ao segundo grupo em 1983, quando, após desfilar com outras nove escolas, obteve a oitava colocação, empatada com a Combinado do Amor, e após um sorteio, a Sossego perdeu a vaga no Grupo I.
Em 1984, desfilou no Grupo II com outras 5 escolas, obtendo nova vitória e nova ascensão. Na apuração do desfile de 1985, ficou à frente de Cubango e Viradouro, perdendo o título para a Corações Unidos e a União da Ilha da Conceição, empatadas no primeiro lugar. Um fato curioso é que na apuração deste ano um vereador rasgou parte do mapa de contagem contendo uma das notas do Sossego, o que resultou na repetição da nota do quesito anterior (9), motivo pelo qual ficou em 2° lugar. Dizem os mais antigos que se isso não ocorresse, o Sossego ganharia o carnaval daquele ano.
De 1986 a 1988, já com as duas maiores escolas da cidade fora da disputa, uma vez que passaram a participar do Carnaval da cidade do Rio de Janeiro, a Sossego firmou uma hegemonia na cidade, obtendo o tricampeonato. Em 1989, por conflitos internos, a agremiação não desfilou, o que levaria ao seu consequente rebaixamento para 1990. No entanto, o Senhor Beirute, presidente da Associação das Escolas de Samba das Cidades de Niterói e São Gonçalo, não permitiu que a agremiação fosse rebaixada. Ao desfilar com o enredo “Beijo te beija”, a Sossego conquistou seu tetra campeonato. Após o carnaval de 1992 a entidade seria extinta e a sua sede vendida, quando Almir Augusto Monteiro, Luiz Besouchet e João Preá não permitiram e recuperaram a agremiação.
No ano seguinte a nova direção apresenta um belo desfile, do carnavalesco Gil Gouvea, com o enredo “Tratado de amor”, conquistando o 2° lugar. Em 1994, o carnavalesco Newton Galhano é contratado e com o enredo “Só vai ao Bonfim quem tem” trazendo para o desfile da Amaral Peixoto duas grandes personalidades da localidade: Lizete, a mais antiga baiana da escola, que não desfilava desde 1990 por problemas de saúde; e uma grande personagem do Acadêmicos do Cubango, mãe Luizinha. Nesse ano, o Sossego obteve o vice-campeonato. Após o carnaval de 1995, em que novamente fica em 2° lugar, com o enredo “Deixem nossas matas sempre verdes”, ganhando o troféu de melhor ala de baianas, comandada por Arlete Matias e melhor comissão de frente.
O então presidente, não conformado com as subsequentes derrotas, resolve abandonar o carnaval fluminense e seguindo os passos da Cubango e Viradouro, se filia à Associação das Escolas de Samba da Cidade do Rio de Janeiro. No ano seguinte, o Carnaval de Niterói seria extinto, retornando apenas na década seguinte. Assim, a Sossego estreia no carnaval carioca com o enredo "E o cinema virou samba, tem pipoca no ar", que deu à escola o vice-campeonato do grupo "E". No ano posterior conquistou seu primeiro campeonato carioca pelo grupo D, com o enredo “Olha o passarinho, um álbum de família”.
Em 1998, com o carnavalesco Max Lopes e o estreante Cahê Rodrigues, obtém o terceiro lugar no grupo e o direito de acesso ao grupo B, já na Marquês de Sapucaí. Terminado o carnaval, o até então presidente e sua diretoria deixam a agremiação e João Carlos Paes assume a presidência. Por mais dois anos a agremiação permaneceu no Sambódromo, retornado ao grupo C em 2001, quando obtém novo vice-campeonato, e retorna ao Grupo B. De 2002 a 2005 a agremiação foi rebaixada duas vezes, retornando ao grupo D, quinta divisão do Carnaval do Rio.
Após 2006, a Sossego é assumida por Almir Alves da Silva (Mica), juntamente com os conselheiros Djalma da Conceição e Almir Augusto Monteiro, ambos ex-presidentes, que trazem de volta o já consagrado carnavalesco Cahê Rodrigues. Em 2008, já sob o mandato de José Adriano Valle da Costa (Folha), a Sossego é campeã do grupo de acesso D.
Em 2009, a agremiação homenageou sua cidade, Niterói, com o enredo Sorria, Você Está Numa Cidade Com Muito Sorriso, Suor e Sossego, conquista o título da quarta divisão - naquele ano chamada de Grupo RJ-2, retornando à Passarela do Samba. Em 2010, novamente homenageou a cidade de Niterói. No ano seguinte, a escola apresentou o enredo Sua Majestade, o Rei Sol, que abordava o astro solar como tema de seu carnaval. Nesse ano, Dinho (ex-Cubango), passou a ser o novo diretor de bateria da escola, que teve à frente como rainha Camila Macedo. Devido a um estouro de tempo e problemas na evolução, a Sossego acabou rebaixada novamente, voltando para o desfile da Estrada Intendente Magalhães.
Em 2015, a escola perdeu seu presidente Luiz Gustavo, que passou mal aos 39 anos, na véspera do desfile da agremiação, sendo internado, e vindo a falecer na sexta-feira, após o Carnaval. No desfile, termina em 9° lugar. Em 2016, com uma homenagem ao centenário do poeta Manoel de Barros, a escola se sagra campeã da Série B, e retorna a Sapucaí após 4 anos desfilando na Intendente Magalhães, sendo sua estreia na Série A. Para 2017, anunciou a contratação do intérprete Leandro Santos, vindo da Tuiuti, e do carnavalesco Márcio Puluker, que desenvolveu o enredo prestando uma homenagem a atriz Zezé Motta. E para contar a história da atriz, a azul e branca levou para a avenida um samba-enredo em formato de diálogo, recurso inédito no carnaval. Com uma competente apresentação, a escola conseguiu uma permanência tranquila na Série A, obtendo o 11° lugar.
Visando o carnaval de 2018, a Sossego promoveu mudanças em alguns departamentos, contratando o carnavalesco Petterson Alves, que desenvolveu o enredo "Ritualis". Para o carro de som, a escola contratou o experiente Nêgo, que volta à Sapucaí após sua última passagem pela Imperatriz em 2015. Como forma de conter despesas, a escola optou por encomendar seu samba-enredo para a parceria encabeçada por Felipe Filósofo, vencedora na escola nos últimos dois carnavais. Com uma apresentação muito aquém do esperado, principalmente nos quesitos plásticos, a escola terminou em 13° e último lugar, sendo a princípio rebaixada para a Série B. Entretanto, devido ao cancelamento do rebaixamento do Grupo Especial, a Sossego teve seu descenso anulado e permanecerá na Série A em 2019, numa decisão tomada em plenária realizada na LIERJ um mês após os desfiles.
Com a permanência na Sapucaí assegurada, a Sossego anunciou o tema "Não se meta com a minha fé, acredito em quem quiser" que a partir da figura religiosa mexicana Jesús Malverde, abordaria a questão da diversidade religiosa. Inicialmente, o enredo foi desenvolvido por Leandro Valente, foi substituído por Rodrigo Almeida cerca de um mês antes do Carnaval. A prévia divulgação de uma das alegorias causou polêmica, pois a escultura, representando o Diabo, era bastante semelhante à fisionomia do prefeito do Rio, Marcelo Crivella. Após a polêmica, na semana anterior ao Carnaval, a escultura foi retirada do desfile - sendo trocada pela imagem do ex-prefeito Eduardo Paes trajado como um buda - e um diretor de carnaval da agremiação foi demitido. A escola terminou em 12° lugar, se livrando do rebaixamento na última nota. Após o desfile de 2019, Wallace Palhares renunciou à presidência da escola para assumir a LIERJ.
Para o carnaval de 2020, a escola inicialmente contratou o carnavalesco Marco Antonio Falleiros, que desenvolveu enredo que celebrava as raízes sagradas, históricas e personagens do cortejo negro que nasceu em Pernambuco, unindo o samba ao maracatu. A exemplo de 2019, Falleiros deixou a escola, que posteriormente contratou Alex de Oliveira para liderar uma comissão de carnaval. Na reta final, poucas semanas antes de seu desfile, tal comissão foi novamente trocada, desta vez pela dupla Rodrigo Marques e Guilherme Diniz. A Sossego ainda mexeu no casal de mestre-sala e porta-bandeira: Emanuel Lima permaneceu como mestre-sala e a princípio dançaria com Bruna Santos. Após a saída desta última para a Mocidade, foi substituída por Cassiane Figueiredo. Posteriormente, a escola fez outra troca no posto, ao contratar Marcinho Siqueira e Cristiane Caldas. Nêgo foi recontratado para comandar o carro de som da escola em substituição a Guto, que deixou a azul e branca a menos de dois meses do desfile após ter gravado o samba-enredo no CD oficial e ter feito dupla com o veterano por um curto período. Na apuração, a Sossego terminou em oitavo lugar, sendo este seu melhor desempenho no carnaval carioca e na história da escola.
Para o carnaval de 2021, a escola se reforça contratando o intérprete Nino do Milênio, o casal de mestre-sala e porta-bandeira Fabricio Pires e Giovanna Justo e o carnavalesco André Rodrigues, vindo da Mocidade Unida da Mooca para sua primeira experiência no carnaval carioca. O enredo da escola, "Visões Xamânicas", aborda uma saga épica imaginada entre o presente e futuro, com a narrativa inspirada em relatos de Davi Kopenawa Yanomami, xamã ianonâmi. Com o cancelamento dos desfiles em 2021, o enredo foi postergado para 2022. O desfile, programado para o final da noite, aconteceu com o dia claro em virtude de um atraso. E com uma bonita apresentação, a Sossego terminou com o sexto lugar.
Em setembro de 2022, foi anunciado que a Sossego cedeu seus direitos de desfile para a recém-fundada Acadêmicos de Niterói, de forma que passaria a desfilar em Niterói - o que não ocorria desde 1995 - e voltar-se para atividades culturais e sociais. No entanto, a escola não desfilou no Carnaval de Niterói em 2023, estando, portanto, inativa.

## Segmentos

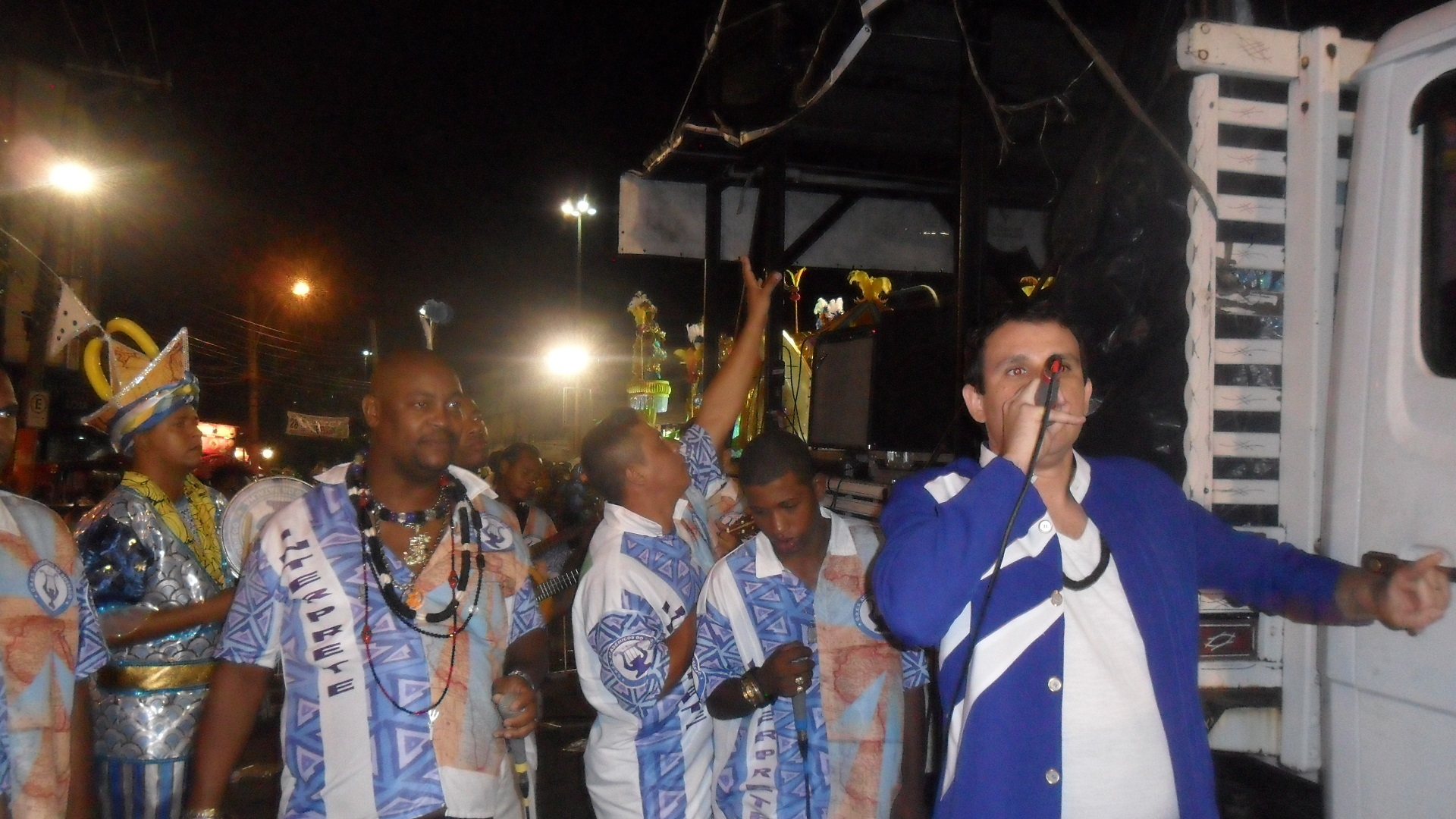
Intérpretes da escola no desfile de 2015

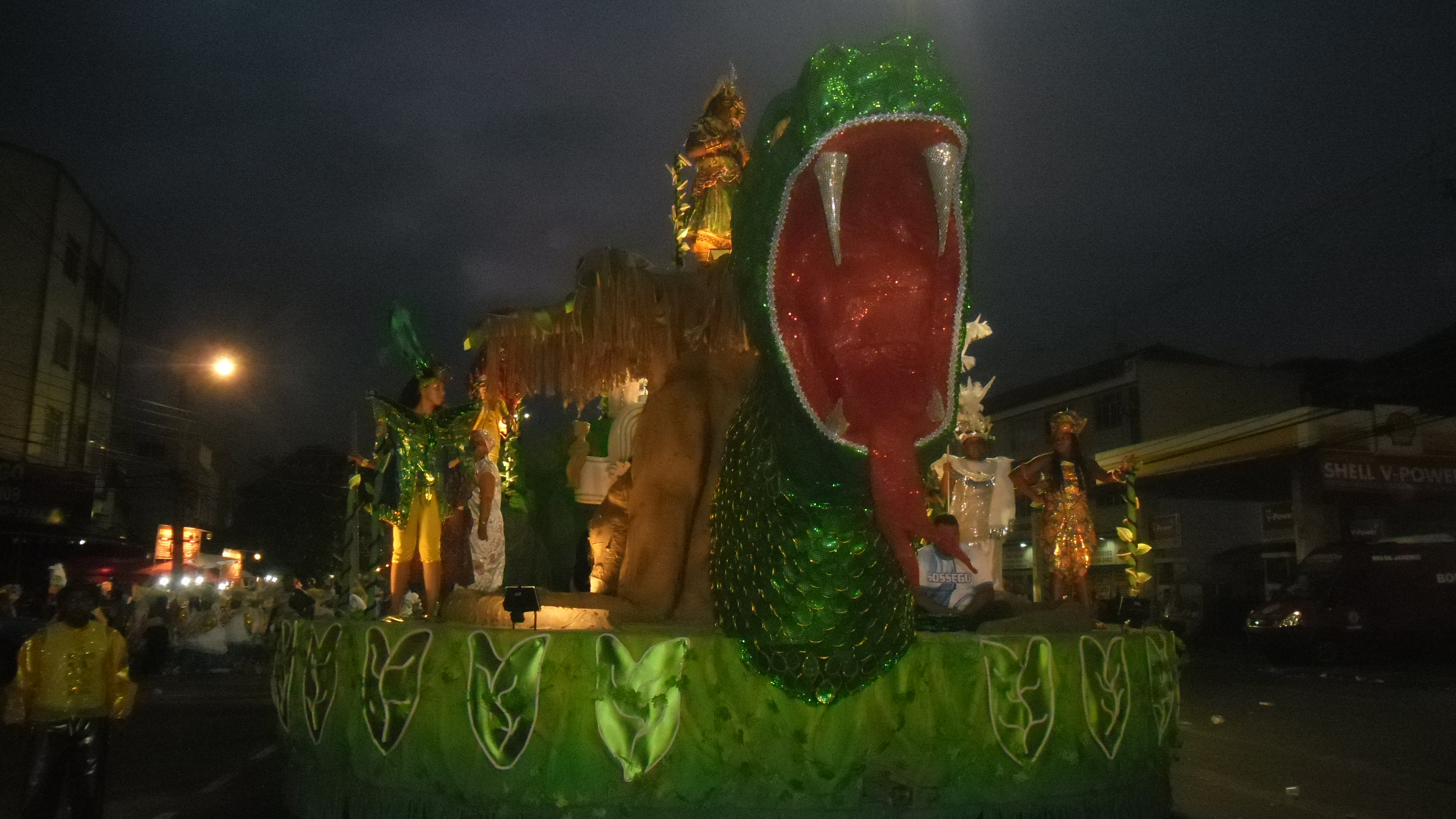
Imagem do desfile de 2013

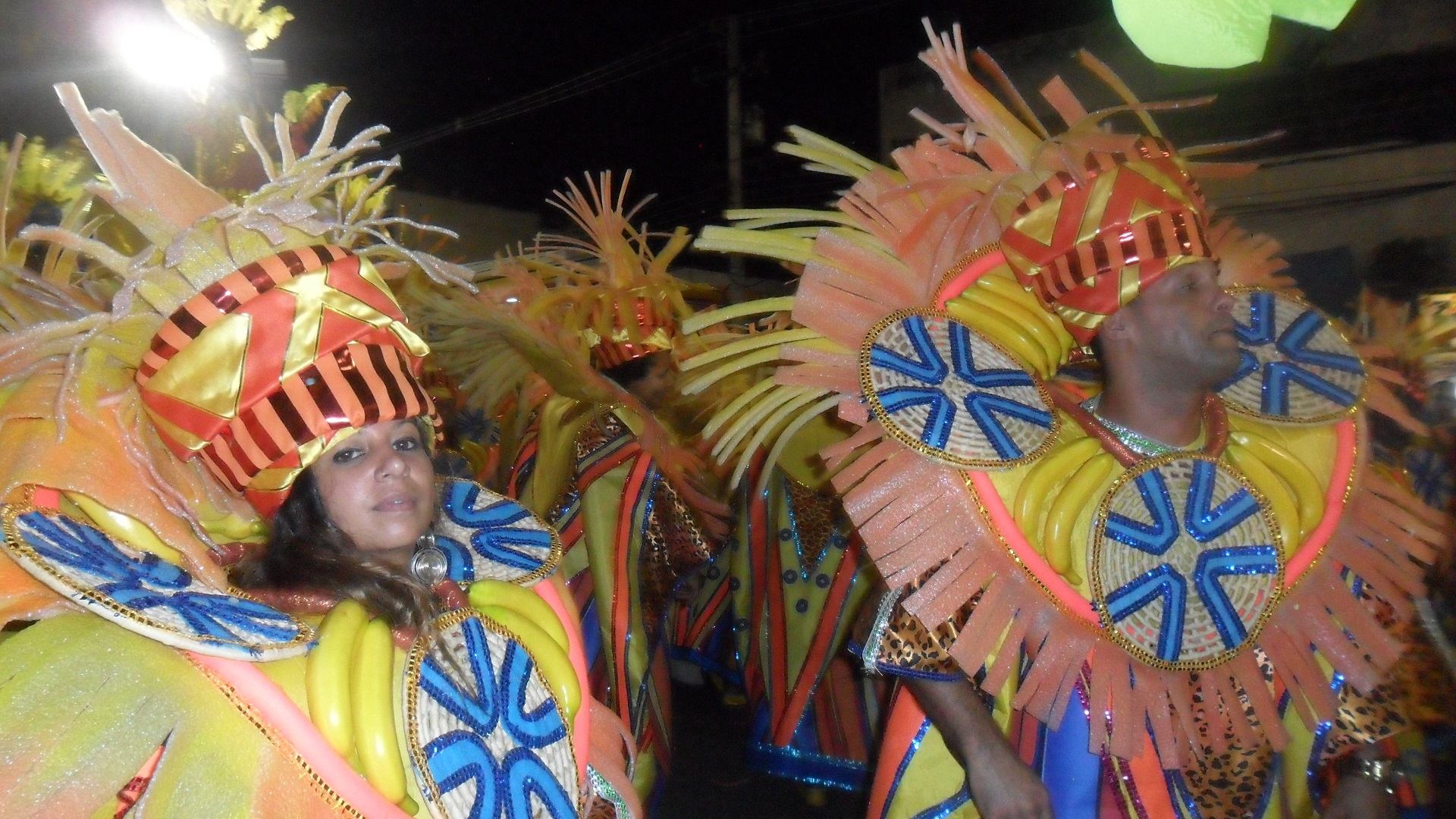
Imagem do desfile de 2015

### Presidência
| Presidente                          | Mandato         | Referência          |
| ----------------------------------- | --------------- | ------------------- |
| Sidney Ferreira                     | 1984            | [carece de fontes?] |
| Dilson                              | 1985-1986       | [carece de fontes?] |
| Ademir Ferreira                     | 1987-1988       | [carece de fontes?] |
| Djalma da Conceição                 | 1989            | [carece de fontes?] |
| Sidney Ferreira                     | 1990            | [carece de fontes?] |
| Lú Moreno                           | 1991            | [carece de fontes?] |
| Joaquim                             | 1992            | [carece de fontes?] |
| Almir Augusto Monteiro              | 1993 - 1998     | [ 20 ]              |
| Joao Carlos                         | 1999 - 2002     | [ 20 ]              |
| Luiz Borges                         | 2003            | [ 20 ]              |
| Augusto Elias                       | 2004-2006       | [ 20 ]              |
| Almir (Mica)                        | 2007            | [ 6 ] [ 13 ]        |
| José Adriano Valle da Costa (Folha) | 2008-2012       | [ 20 ]              |
| Gustavo (Gustavinho)                | 2013-2015       |                     |
| Luiz Carlos dos Santos (Mancha)     | 2015-2016       | [carece de fontes?] |
| Wallace Palhares                    | 2017-2019       | [ 21 ]              |
| Hugo Júnior                         | 2020-atualidade | [ 22 ]              |

| Presidente de Honra | Mandato         | Referência |
| ------------------- | --------------- | ---------- |
| Ânderson Pipico     | 2019-atualidade | [ 22 ]     |

### Intérpretes

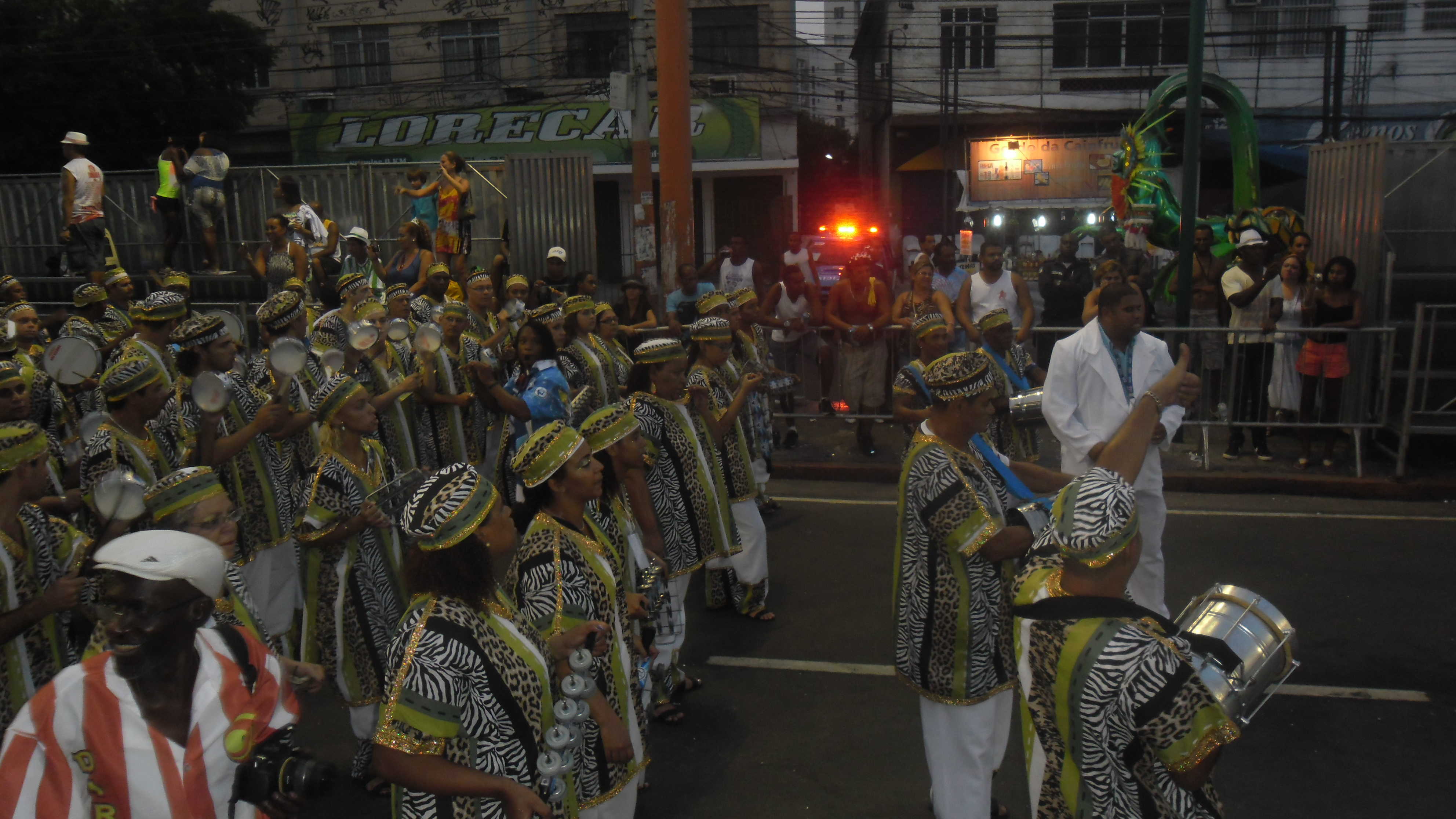
A bateria da escola no desfile de 2013

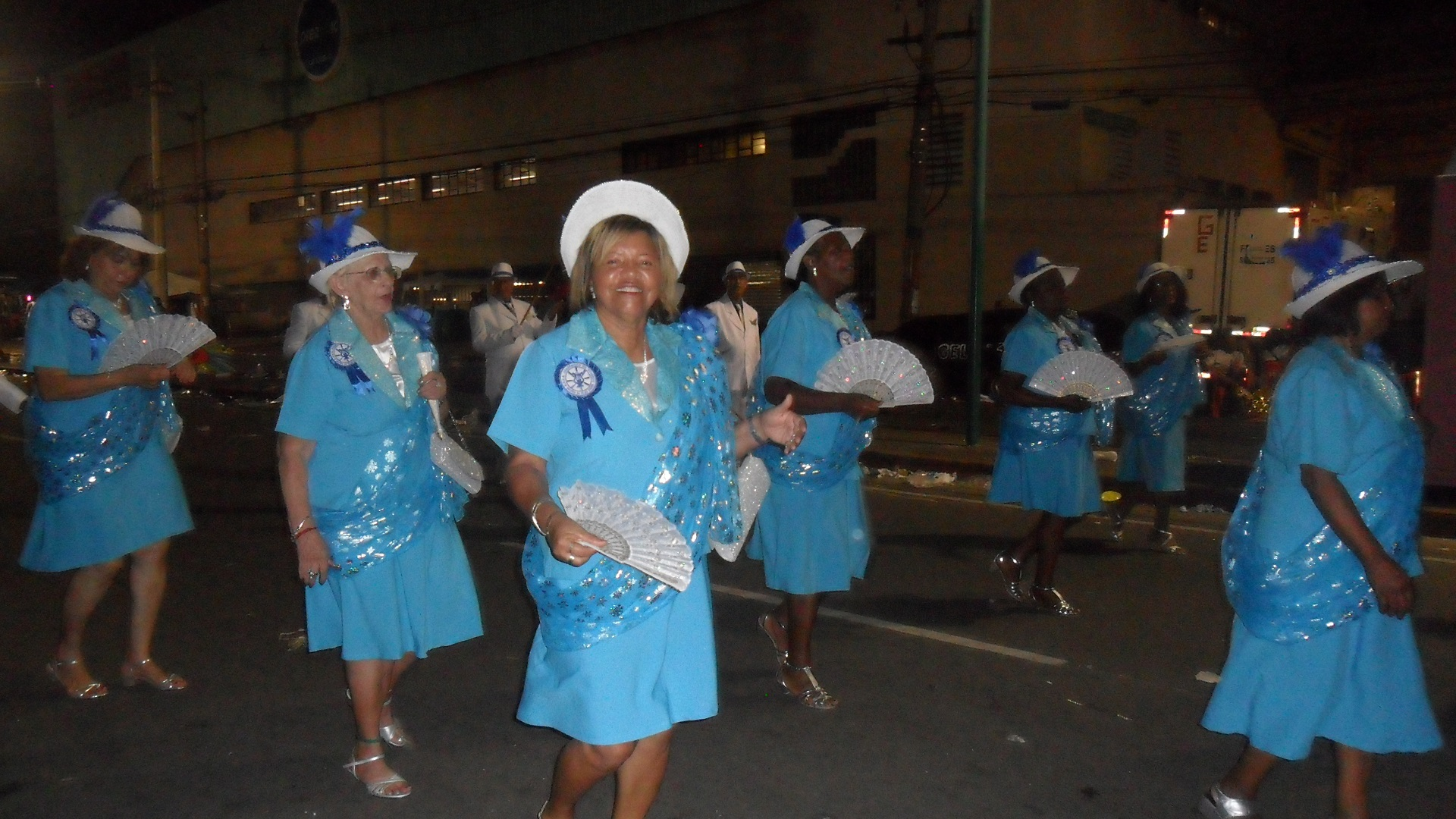
A velha guarda da escola no desfile de 2015

| Carnavais | Intérpretes oficiais                               | Ref.          |
| --------- | -------------------------------------------------- | ------------- |
| 1984-1992 | Odir Sereno                                        |               |
| 1993-1995 | Wilsinho do Sossego                                |               |
| 1996      | Odir Sereno                                        |               |
| 1997      | Torino                                             |               |
| 1998      | Odir Sereno                                        |               |
| 1999      | Bebeto Porto                                       |               |
| 2000–2001 | Juarez Maia                                        | [ 23 ]        |
| 2002      | Edmilson Villas                                    | [ 24 ]        |
| 2003      | Bebeto Porto                                       | [ 25 ]        |
| 2004      | Odir Sereno                                        | [ 26 ]        |
| 2005      | Diego Chocolate                                    | [ 27 ]        |
| 2006      | Sidney GGB                                         | [ 28 ]        |
| 2007      | Odir Sereno                                        | [ 29 ]        |
| 2008–2009 | Anderson Kybba                                     | [ 30 ] [ 31 ] |
| 2010–2011 | Anderson Kybba e Clóvis Pê                         | [ 32 ] [ 33 ] |
| 2012–2013 | Ademir Ribeiro e Neném Gavião                      | [ 34 ] [ 35 ] |
| 2014      | Alexandre Simpatia e Ademir Ribeiro                | [ 36 ]        |
| 2015      | Alexandre Simpatia, Ademir Ribeiro e Lico Monteiro |               |
| 2016      | David do Pandeiro                                  | [ 37 ] [ 38 ] |
| 2017      | Leandro Santos                                     | [ 39 ]        |
| 2018      | Nêgo                                               |               |
| 2019      | Guto e Juliana Pagung                              | [ 40 ]        |
| 2020      | Nêgo                                               | [ 18 ] [ 22 ] |
| 2022      | Nino do Milênio                                    |               |

### Comissão de Frente
| Coreógrafo(a)        | Período     | Ref.          |
| -------------------- | ----------- | ------------- |
| Celma Pinto Ferreira | 1983-1995   |               |
| Marli Mattos         | 1996        |               |
| Claudia Barros       | 1997-1998   |               |
| Nino Jovanete        | 1999        |               |
| Claudio Dita         | 2007-2009   |               |
| Edu de Souza         | 2010        |               |
| Claudio Andrade      | 2011-2012   |               |
| Tom Barros           | 2013-2014   |               |
| André Lúcio          | 2015-2016   |               |
| Jardel Lemos         | 2017        | [ 41 ]        |
| Thiago Manhaes       | 2018        |               |
| Vinicius Rodrigues   | 2019        |               |
| Jardel Lemos         | 2020 - 2022 | [ 22 ] [ 42 ] |

### Mestre-sala e Porta-bandeira
| Casal                                | Período   | Ref.   |
| ------------------------------------ | --------- | ------ |
| Arthur e Leila Ogeda                 | 1978-1990 |        |
| Augusto Elias e Jane                 | 1991-1992 |        |
| Antonio e Renata                     | 1993      |        |
| Augusto Elias e Fabiana              | 1994      |        |
| Augusto Elias e Angélica             | 1995-1996 |        |
| Marcelo Borges e Verônica Menezes    | 1997-1998 |        |
| Marcelo Borges e Taninha             | 1999      |        |
| Marcelo Borges e Cristiniellen       | 2000      |        |
| Paulo César e Christina              | 2003      |        |
| Marcelo Borges e Pamela Christo      | 2007-2009 |        |
| Marcelo Borges e Rosilaine Queiroz   | 2010-2012 |        |
| Victor Hugo e Karina Lírio           | 2013-2016 | [ 43 ] |
| Wesley Cherry e Naninha              | 2017-2018 |        |
| Marcinho Souza e Bruna Santos        | 2019      | [ 44 ] |
| Marcinho Siqueira e Cristiane Caldas | 2020      | [ 17 ] |
| Fabrício Pires e Giovanna Justo      | 2022      |        |

### Diretores
| Ano       | Direção de Carnaval                              | Direção de Harmonia                         | Mestre de Bateria | Ref.   |
| --------- | ------------------------------------------------ | ------------------------------------------- | ----------------- | ------ |
| 2007      | Almir Jhunior                                    | Serjão Carneiro                             | Gilson Nunes      |        |
| 2008      | Serjão Carneiro                                  | Serjão Carneiro                             | Gilson Nunes      |        |
| 2009-2010 | Serjão Carneiro                                  | Serjão Carneiro                             | Elias             |        |
| 2011      | Comissão de Carnaval                             | Márcio Marins                               | Dinho             |        |
| 2012      | Comissão de Carnaval                             | Cesar                                       | Chopp             |        |
| 2013-2015 | Comissão de Carnaval                             | Spinelli                                    | Chopp             | [ 43 ] |
| 2016      | Almir Jhunior, Thiago Lepletier e Vinicius Natal | André Jales, Olenir e Spinelli              | Barrão            | [ 45 ] |
| 2017      | Almir Jhunior                                    | Alexandre                                   | Atila             |        |
| 2018      | Almir Jhunior e Paulo Brandão                    | Greg Tavares                                | Atila             |        |
| 2019      | Hugo Júnior, Wallace Oliveira                    | André Jales, Carlos Jorge e Wagner França   | Laion Arc         |        |
| 2020      | Alexandre Dias e Serginho Aguiar                 | Fabiano Marins, William Klüver e Ygor Silva | Laion Arc         | [ 22 ] |
| 2022      | Ygor Silva e Rosemberg Azevedo                   | Carolina Ribeiro                            | Laion Arc         |        |

### Corte de Bateria
| Período | Período | Rainha             | Ref           |
| Período | Período | Madrinha           | Ref           |
| Período | Período | Rei                | Ref           |
| ------- | ------- | ------------------ | ------------- |
| 2007    | 2010    | Fernanda Cristina  |               |
| 2007    | 2010    | Rosemary Bonifácio |               |
| 2011    | 2016    | Camila Macedo      |               |
| 2017    | 2017    | Cris Alves         | [ 46 ]        |
| 2018    | 2018    | Maryanne Hipólito  |               |
| 2019    | 2019    | Dany Storyno       |               |
| 2020    | 2020    | Celi Costa         | [ 22 ] [ 47 ] |
| 2022    | 2022    | Malu Torres        |               |
| 2022    | 2022    | Juarez Souza       |               |

## Carnavais
| Acadêmicos do Sossego                                                                                                  | Acadêmicos do Sossego                                                                                                  | Acadêmicos do Sossego                                                                                                  | Acadêmicos do Sossego | Acadêmicos do Sossego                                                                                                  | Acadêmicos do Sossego |
| Ano | Colocação | Divisão | Enredo | Carnavalesco | Ref.                  |
| --- | --- | --- | --- | --- | --------------------- |
| 1970 | | BLOCO | | |                       |
| 1971 | | BLOCO | | |                       |
| 1972 | | BLOCO | "Vida e Glória de Ary Barroso" | |                       |
| 1973 | | BLOCO | "Quatro Séculos de Glória" | |                       |
| 1974 | | BLOCO | | |                       |
| 1975 | | BLOCO | "Caymmi - De Mar, Amor e Viola" | |                       |
| 1976 | | BLOCO | "Sonho e Poesia em Festas Populares" | |                       |
| 1977 | | BLOCO | " Ataulfo Alves, Nós Lembramos Você" | |                       |
| 1978 | | BLOCO | "Uni-du-ni-tê: Mundo Encantado da Criança" | |                       |
| 1979 | | l de Niterói | "Lendas e mistérios do Amazônia" | |                       |
| 1980 | | l de Niterói | "Na ginga rica do Patropi" | |                       |
| 1981 | | II de Niterói | “...E Quem Quiser que Conte Outra” | |                       |
| 1982 | | l de Niteroi | Pindorama - o país do futuro | |                       |
| 1983 | 8.º Lugar (Rebaixada)                                                                                                  | I de Niterói | "Papáverum Millôr (Homenagem a Millôr Fernandes)" | | [ 9 ]                 |
| 1984 | Campeã | II de Niterói | "Natureza - O show não pode parar" | Alexandre Louzada | [ 7 ] [ 9 ]           |
| 1985 | Vice-campeã (Empatada com Viradouro)                                                                                   | I de Niterói | "O sonho nosso de cada dia" | | [ 48 ] [ 49 ]         |
| 1986 | Campeã | I de Niterói | "Em se plantando tudo dá" | |                       |
| 1987 | Campeã | I de Niterói | "E deu rebu no paraiso" | |                       |
| 1988 | Campeã | I de Niterói | "Apoteose" | Gil Gouvêa |                       |
| 1989 | A escola não desfilou                                                                                                  | A escola não desfilou                                                                                                  | A escola não desfilou | A escola não desfilou                                                                                                  |                       |
| 1990 | Campeã | I de Niterói | "Beijo te beija" | Gil Gouvêa |                       |
| 1991 | Vice-campeã | I de Niterói | "Alô, Alô Brasil. Terra da Gente" | Gil Gouvêa |                       |
| 1992 | Vice-campeã | I de Niterói | "O teu cabelo não nega" | Gil Gouvêa |                       |
| 1993 | Vice-campeã | I de Niterói | "Tratado de amor" | Gil Gouvêa |                       |
| 1994 | Vice-campeã | I de Niterói | "Só vai ao Bonfim quem tem" | Newton Galhano |                       |
| 1995 | Vice-campeã | I de Niterói | Xingu - Deixem nossas matas sempre verdes | Newton Galhano |                       |
| 1996 | Vice-campeã (Acesso)                                                                                                   | Grupo E (quinta divisão)                                                                                               | "E o cinema vira samba - Tem pipoca no ar" | João Calheiro |                       |
| 1997 | Campeã | Grupo D (quarta divisão)                                                                                               | "Olha o passarinho, um álbum de família" | Mauro Quintaes |                       |
| 1998 | 3.º Lugar (Acesso) | Grupo C (quarta divisão)                                                                                               | "Em busca do destino" | Max Lopes e Cahê Rodrigues                                                                                             | [ 50 ]                |
| 1999 | 8.º Lugar | Grupo B (terceira divisão)                                                                                             | "500 anos de Brasil - O que Caminha viu e não viu" | Mauro Quintaes |                       |
| 2000 | 9.º Lugar (Rebaixada)                                                                                                  | Grupo B (terceira divisão)                                                                                             | "Bahia em 4 tempos - de Caymmi ao axé, música baiana leva fé" (Samba-enredo composto por Edilson Andrade, Ademir Magalhães, Jorge Cantagalo e Bira) | Mauro Quintaes e Eduardo Minucci                                                                                       | [ 50 ]                |
| 2001 | Vice-campeã (Acesso)                                                                                                   | Grupo C (quarta divisão)                                                                                               | "Nação Guaykurú, um império no rio Paraguai" (Samba-enredo composto por Edilson Andrade, Ademir Magalhães, Jorge Cantagalo e Bira) | Sérgio Murilo | [ 50 ]                |
| 2002 | 9.º Lugar | Grupo B (terceira divisão)                                                                                             | "Andar com fé eu vou... Brasil, tua alma barroca" | Alaor Júnior e Roberto Antônio                                                                                         |                       |
| 2003 | 12.º Lugar (Rebaixada)                                                                                                 | Grupo B (terceira divisão)                                                                                             | "Sossego atravessa a baía na barca da folia" (Samba-enredo composto por Xéxa, Carlinhos Santa Rosa, Maneco, Serginho Ubiratan) | Carlinhos D'Andrade | [ 50 ]                |
| 2004 | 11.º Lugar (Rebaixada)                                                                                                 | Grupo C (quarta divisão)                                                                                               | "Hoje é dia de feijão" | Amaro Sérgio |                       |
| 2005 | 8.º Lugar | Grupo D (quarta divisão)                                                                                               | "Mata para que te quero..." (Samba-enredo composto por Thiago Lepletier, Pedro Sang, Diego Ferreira, Armando Daltro e Paulo Travassos) | Letycia Fiuza | [ 50 ]                |
| 2006 | 5.º Lugar | Grupo D (quarta divisão)                                                                                               | "Me engana que eu gosto no circo da vida!" (Samba-enredo composto por Marcinho Simpatia, Guigui, Elizeu e Thiago Cavaco) | Marco Aramha e Marcyo de Olliveira                                                                                     | [ 50 ]                |
| 2007 | 6.º Lugar | Grupo D (quarta divisão)                                                                                               | "A nação azul e branca de Parintins" (Samba-enredo composto por Odir Sereno, Dudu do Cavaco, Jorge Bretas e Marcelo Quaty) | Cahê Rodrigues | [ 50 ]                |
| 2008 | Campeã | Grupo D (quarta divisão)                                                                                               | "A Corte do Samba e a Corte Real apresentam: O Brasil Colonial" (Samba-enredo composto por Jorginho do Bairro, Dedé da Martins e Ivan di Wanda) | Almir Jhunior e Cahê Rodrigues                                                                                         |                       |
| 2009 | Campeã | Grupo RJ-2 (quarta divisão)                                                                                            | "Sorria, você está numa cidade com muito sorriso, suor e Sossego" (Samba-enredo composto por Celso Tropical, Chiliquinho, Dede da Martins, Dudu, Ivan D' Wanda, João Marcos, Jorginho, Jorginho do Bairro, Marcio, Paulo Beto e Tuaregue) | Eduardo Pinho e Roberto Bezerra                                                                                        |                       |
| 2010 | 6.º Lugar | Grupo RJ-1 (terceira divisão)                                                                                          | "Made in Nictheroy" (Samba-enredo composto por Rubinho, Odir Sereno, André Kbeça, Marcelinho Ferreira e Vitor Alves) | Fabiano Santana e Eduardo Pinho                                                                                        | [ 10 ]                |
| 2011 | 10.º Lugar (Rebaixada)                                                                                                 | Grupo B (terceira divisão)                                                                                             | "Sua majestade, o Rei Sol" (Samba-enredo composto por Bira do Canto, Luiz Carlos Paiva, Ivan D'Wanda, Wilson King, Luis Foca, Mario da Vila Progresso, Márcio, Chiliquinho, Ginha, Angela Vidal, Angela Dias e Jorginho) | Fabianno Santana | [ 51 ] [ 52 ]         |
| 2012 | 6.º Lugar (Acesso) | Grupo C (quarta divisão)                                                                                               | "Tupã, o soberano Guarani e a encantadora floresta da magia" (Samba-enredo composto por Felipe Filósofo, Joca, Ademir Ribeiro, Alexandre Jardim, Celso Tropical, Ginha, Ivan D'Wanda, Wilson King, Angelo, Marcio e Mario da Vila Progresso) | Fabianno Santana | [ 52 ]                |
| 2013 | 5.º Lugar | Grupo B (terceira divisão)                                                                                             | "De Luiza D'Oyá a Carmem Miranda. O que é que a baiana tem?" (Samba-enredo composto por Felipe Filósofo, Joca e Ademir Ribeiro) | Paula Vannier |                       |
| 2014 | 5.º Lugar | Grupo B (terceira divisão)                                                                                             | "Pernambucando" (Samba-enredo composto por André Quintanilha, Bira do canto, Marcio do cavaco, Fernando Cesar, Renato Pacote e Luiz Figueiredo) | Guilherme Alexandre | [ 6 ] [ 53 ]          |
| 2015 | 9.º Lugar | Série B (terceira divisão)                                                                                             | "Banananás - O encontro da Rainha Mariola Banana Pacova do Congo e d’Angola com o Rei Amazônico Ananás Ibá-Cachi, da Corte dos Abacaxis de Serpa" (Samba-enredo composto por Felipe Filósofo, Ademir Ribeiro, Joca, Fabio Borges, Marcello Bertolo, Gegê Fernandes, Carlão do Caranguejo, Bello, Niu Souza, Afonso Fonseca e Julinho do Nem Queria) | Gabriel Haddad e Leonardo Bora                                                                                         |                       |
| 2016 | Campeã | Série B (terceira divisão)                                                                                             | "O Circo do Menino Passarinho" (Samba-enredo composto por Felipe Filósofo, Ademir Ribeiro, Sergio Joca, Fabio Borges, Fabio Silva Personal e Marcello Bertolo) | Gabriel Haddad e Leonardo Bora                                                                                         | [ 54 ]                |
| 2017 | 11.º Lugar | Série A (segunda divisão)                                                                                              | "Zezé Motta, a Deusa de Ébano" (Samba-enredo composto por Felipe Filósofo, Ademir Ribeiro, Sérgio Joca, Marcelo do Rap, Fabio Borges, João Perigo, Paulinho Ju e Bertolo) | Márcio Puluker |                       |
| 2018 | 13.º Lugar | Série A (segunda divisão)                                                                                              | "Ritualis" (Samba-enredo composto por Felipe Filósofo, Ademir Ribeiro, Sérgio Joca, Orlando Ambrósio, Macaco Branco, Mário da Vila Progresso, Pacote, Xandinho Nocera, Fabio Borges, Ivan Câmara e Bertolo) | Peterson Alves | [ 55 ]                |
| 2019 | 12º Lugar | Série A (segunda divisão)                                                                                              | "Não se meta com minha fé, acredito em quem quiser" (Samba-enredo composto por Luiz Vinícius, Orlando Ambrósio, Mário da Vila Progresso, Washington Motta, Felipe Filósofo, Sérgio Joca, Fábio Borges, Ademir Ribeiro, Gilmar L. Silva, Serginho Rocco, Lucas Donato, Diego Tavares, Michel do Alto e Bertolo)                                      | Leandro Valente | [ 56 ]                |
| 2020 | 8º Lugar | Série A (segunda divisão)                                                                                              | "Os Tambores de Olokun" (Samba-enredo composto por Orlando Ambrósio, Diego Nicolau, Richard Valença, Renan Diniz, Jefferson Oliveira, Chaynne Santos, João Perigo, Dudu Senna, Thiago Vaz, Professor Laranjo, Sérgio Joca e Mário da Vila Progresso)                                                                                                | Rodrigo Marques e Guilherme Diniz                                                                                      | [ 15 ] [ 22 ] [ 57 ]  |
| Inicialmente adiados para o mês de julho, os desfiles do Carnaval 2021 foram cancelados devido a pandemia de Covid-19. | Inicialmente adiados para o mês de julho, os desfiles do Carnaval 2021 foram cancelados devido a pandemia de Covid-19. | Inicialmente adiados para o mês de julho, os desfiles do Carnaval 2021 foram cancelados devido a pandemia de Covid-19. | Inicialmente adiados para o mês de julho, os desfiles do Carnaval 2021 foram cancelados devido a pandemia de Covid-19. | Inicialmente adiados para o mês de julho, os desfiles do Carnaval 2021 foram cancelados devido a pandemia de Covid-19. | [ 58 ]                |
| 2022 | 6º Lugar | Série Ouro (segunda divisão)                                                                                           | "Visões Xamânicas" (Samba-enredo composto por Diego Tavares (in memoriam), Marcelo Adnet, Junior Fionda, Marcelinho Santos, Thiago Martins, Yago Pontes, Diego Nogueira, Rod Torres, Deodônio Neto, Gabriel Machado e Paulo Beckham) | André Rodrigues | [ 59 ]                |

## Títulos
| Títulos | Títulos                     | Títulos | Títulos                |
| ------- | --------------------------- | ------- | ---------------------- |
| Divisão | Divisão                     | Títulos | Carnavais              |
|         | Terceira Divisão            | 1       | 2016                   |
|         | Quarta Divisão              | 1       | 2009                   |
|         | Quinta Divisão              | 2       | 1997, 2008             |
|         | Primeira Divisão de Niterói | 4       | 1986, 1987, 1988, 1990 |
|         | Segunda Divisão de Niterói  | 2       | 1981, 1984             |

## Premiações
Prêmios recebidos pelo GRES Acadêmicos do Sossego.
| Ano  | Prêmio                    | Categoria / premiados                                                      | Divisão    | Ref.          |
| ---- | ------------------------- | -------------------------------------------------------------------------- | ---------- | ------------- |
| 2002 | S@mba-Net                 | Ala das baianas                                                            | Grupo B    | [ 60 ]        |
| 2004 | Troféu Jorge Lafond       | Personalidade (Augusto Elias Seixas)                                       | Grupo C    | [ 61 ]        |
| 2005 | Troféu Jorge Lafond       | Carnavalesco revelação (Letycia Fiuza)                                     | Grupo D    | [ 62 ]        |
| 2005 | Troféu Jorge Lafond       | Harmonia (Diretor responsável: Tito Arraes)                                | Grupo D    | [ 62 ]        |
| 2005 | Troféu Jorge Lafond       | Destaque                                                                   | Grupo D    | [ 62 ]        |
| 2006 | Troféu Jorge Lafond       | Mestre-sala (Fábio Rosa)                                                   | Grupo D    | [ 63 ]        |
| 2007 | Troféu Jorge Lafond       | Harmonia                                                                   | Grupo D    | [ 64 ]        |
| 2008 | Troféu Jorge Lafond       | Melhor escola                                                              | Grupo D    | [ 65 ]        |
| 2008 | Troféu Jorge Lafond       | Enredo ("A corte do samba e a corte real apresentam: O Brasil Colonial")   | Grupo D    | [ 65 ]        |
| 2008 | Troféu Jorge Lafond       | Intérprete (Anderson Kybba)                                                | Grupo D    | [ 65 ]        |
| 2009 | S@mba-Net                 | Melhor desfile                                                             | Grupo RJ-2 | [ 66 ]        |
| 2009 | Troféu Jorge Lafond       | Melhor escola                                                              | Grupo RJ-2 | [ 67 ]        |
| 2009 | Troféu Jorge Lafond       | Enredo ("Sorria, você está numa cidade com muito sorriso, suor e Sossego") | Grupo RJ-2 | [ 67 ]        |
| 2009 | Troféu Jorge Lafond       | Intérprete (Anderson Kybba)                                                | Grupo RJ-2 | [ 67 ]        |
| 2009 | Troféu Jorge Lafond       | Harmonia                                                                   | Grupo RJ-2 | [ 67 ]        |
| 2010 | Troféu Jorge Lafond       | Velha guarda                                                               | Grupo RJ-1 | [ 68 ]        |
| 2012 | Plumas e Paetês           | Aderecistas (Rodrigo Marques e Germano Nagare)                             | Grupo C    | [ 69 ]        |
| 2015 | Plumas e Paetês           | Coreógrafo (André Lucio)                                                   | Série B    | [ 70 ]        |
| 2015 | Plumas e Paetês           | Pesquisador (Gabriel Haddad e Leonardo Bora)                               | Série B    | [ 70 ]        |
| 2016 | Gato de Prata             | Melhor escola                                                              | Série B    | [ 71 ] [ 72 ] |
| 2016 | Troféu Sambista           | Melhor desfile                                                             | Série B    | [ 73 ] [ 74 ] |
| 2016 | Troféu Sambista           | Comissão de frente (Coreógrafo: André Lúcio)                               | Série B    | [ 73 ] [ 74 ] |
| 2017 | Revista Explosão in Samba | Samba Enredo                                                               | Série A    | [ 75 ]        |
| 2018 | Revista Explosão in Samba | Melhor musa Série A - Vanessinha Reis                                      | Série A    |               |